# Clan Grant
Grant ist der Name eines schottischen Clans, der südwestlich des Loch Ness und im Speytal beheimatet ist.

## Geschichte
Laurance le Grant legte den Grundstein dazu, als er um 1258 Sheriff von Inverness wurde; die Ländereien im Speytal erlangte ein Nachfolger namens Iain durch Heirat. Als Belohnung für die Treue gegenüber König Wilhelm von Oranien schuf dieser ein halbautonomes Fürstentum, woraufhin die Grants aus dem Speygebiet im Gegensatz zu denen aus dem Great Glen auch während der Jakobiteraufstände antijakobitisch blieben.
Das Motto des Clans lautet Stand fast („Steht beständig“).

## Bilder

Clan-Abzeichen und Motto
Wappen der Grant of Strathspey
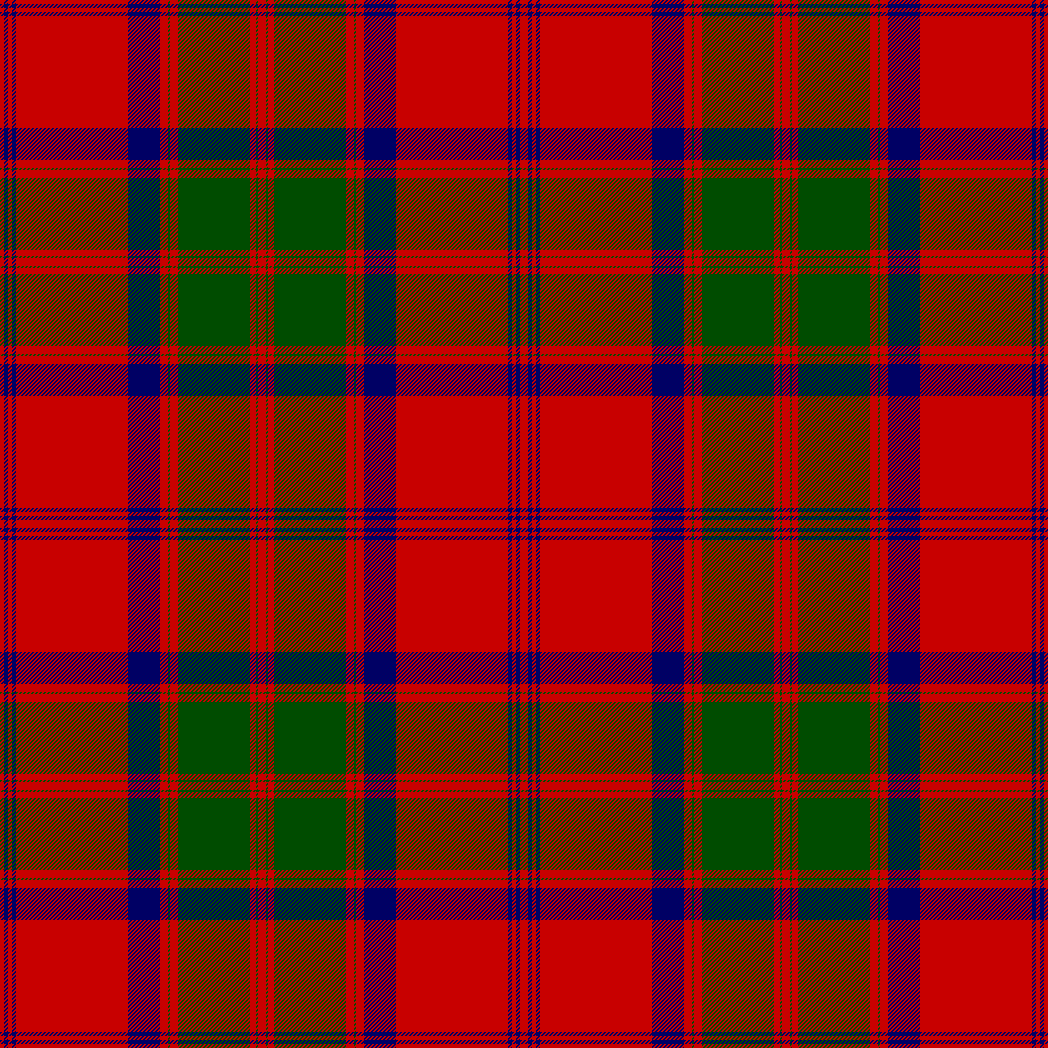
Tartan